# Bischofswiese (Naturschutzgebiet)
Koordinaten: 51° 30′ 13″ N, 11° 54′ 19″ O

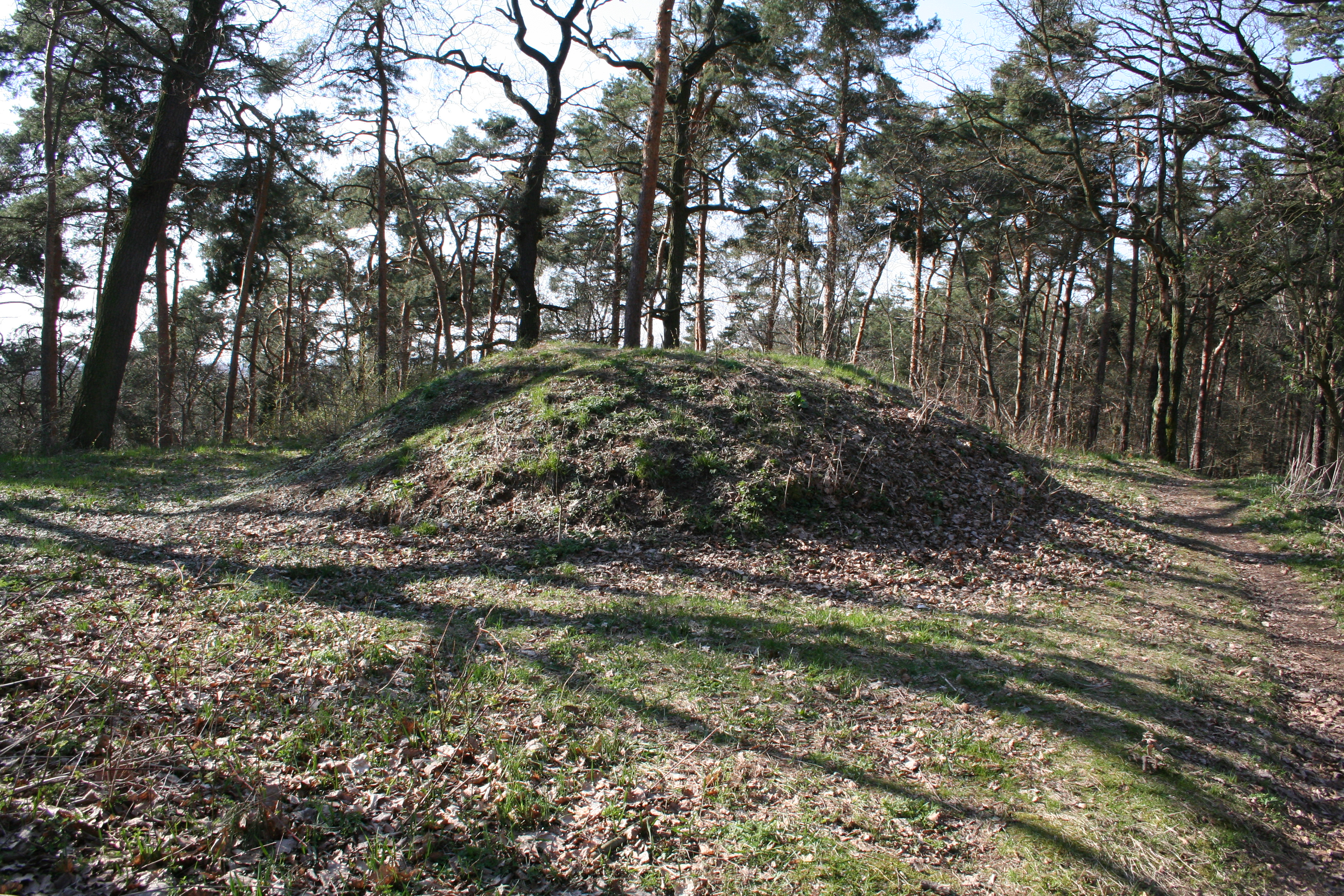
Grabhügel in der Dölauer Heide

Die Bischofswiese ist ein Naturschutzgebiet in der Stadt Halle (Saale) in Sachsen-Anhalt.

## Allgemeines
Das Naturschutzgebiet mit dem Kennzeichen NSG 0117 ist 52,04 Hektar groß. Das zunächst rund 49 Hektar große Naturschutzgebiet wurde 1983 um 2,95 Hektar auf seine heutige Größe erweitert. Das Naturschutzgebiet ist Bestandteil des FFH-Gebietes „Dölauer Heide und Lindbusch bei Heide“ und vollständig vom Landschaftsschutzgebiet „Dölauer Heide“ umgeben. Das Gebiet steht seit dem 1. Mai 1961 unter Schutz (Datum der Verordnung: 30. März 1961). Zuständige untere Naturschutzbehörde ist die Stadt Halle (Saale).

## Beschreibung
Das Naturschutzgebiet liegt im Stadtbezirk West der Stadt Halle (Saale) im Naturpark Unteres Saaletal. Es stellt ein überwiegend mit Laubwäldern bestocktes Hochplateau sowie daran anschließende Hangbereiche einer saalekaltzeitlichen Grundmoräne im Bereich der Dölauer Heide unter Schutz. Die Wälder im Naturschutzgebiet werden überwiegend von naturnahen, teilweise über 200-jährigen Eichen-Hainbuchenwäldern mit Winterlinden, die an sonnenexponierten Plateaurandlagen in Fingerkraut-Eichenwälder übergehen, gebildet. Auf lichten Südhängen stocken Waldkiefern mit Landreitgrasfluren. Warme Säume werden u. a. von Weißem Fingerkraut, Diptam, Türkenbundlilie, Färberscharte, Kassubenwicke und Schwalbenwurz gebildet. Die Saumbereiche sind jedoch stark im Rückgang begriffen. Darüber hinaus sind zahlreiche weitere Pflanzen nachgewiesen.
Die Wälder im Naturschutzgebiet sind Lebensraum von Waldohreule, Waldkauz, Grün-, Schwarz-, Mittel- und Kleinspecht, Wendehals, Pirol, Kernbeißer und Waldlaubsänger. Weiterhin leben hier Raue und Bauchige Windelschnecke sowie Wulstige Zylinderwindelschnecke und Gestreifte Windelschnecke sowie verschiedene Bockkäfer wie Eichen-Tiefaugenbock, Rotbeiniger Halsbock und Mattschwarzer Scheibenbock und Laufkäfer wie Waldkahnläufer, Hainlaufkäfer, Behaarter Schnellläufer, Kupferfarbener Buntgrabläufer, Echter Schulterläufer und Munterer Grabkäfer.
Im Gebiet des Naturschutzgebietes befindet sich eine bedeutende prähistorische Ausgrabungsstätte mit jungsteinzeitlichen Befestigungsanlagen sowie einigen Hügelgräbern. Geologisch bedeutsam ist ein erratischer Block aus Oberem Halleschen Porphyr im Zentrum der Bischofswiese. Durch das Naturschutzgebiet verläuft ein Teil des Naturlehrpfades durch die Dölauer Heide.